# Weiden (Kürten)
Weiden ist ein Wohnplatz in der Gemeinde Kürten im Rheinisch-Bergischen Kreis. Er hat rund 1200 Einwohner.

## Lage und Beschreibung
Der Ort liegt an der Bundesstraße 506 zwischen Eisenkaul und Hutsherweg.

## Geschichte
Weiden bei Richerzhagen wurde erstmals im Jahr 1340 als v. der Weyden urkundlich erwähnt. Der Ortsname geht wie unschwer erkennbar auf die Baumartfamilie der Weiden zurück. Die Kapelle in Weiden wurde 1507 urkundlich erwähnt.
Der Ort lag an dem Heerweg Köln–Wipperfürth–Soest, einer bedeutenden mittelalterlichen Altfernstraße von Köln über Wipperfürth nach Soest. Die Trasse der alten Höhenstraße wird bis auf kleine Abweichungen noch heute von der Bundesstraße 506 genutzt.
Die Topographia Ducatus Montani des Erich Philipp Ploennies aus dem Jahre 1715, Blatt Amt Steinbach, belegt, dass der Ort bereits 1715 als Ort mit mehreren Höfen bestand und als Wieden bezeichnet wurde. Carl Friedrich von Wiebeking benennt die Hofschaft auf seiner Charte des Herzogthums Berg 1789 als Wieden. Aus ihr geht hervor, dass Weiden zu dieser Zeit Teil der Oberhonschaft im Kirchspiel Kürten im Landgericht Kürten war.
Unter der französischen Verwaltung zwischen 1806 und 1813 wurde das Amt Steinbach aufgelöst und Weiden wurde politisch der Mairie Kürten im Kanton Wipperfürth  im Arrondissement Elberfeld zugeordnet. 1816 wandelten die Preußen die Mairie zur Bürgermeisterei Kürten im Kreis Wipperfürth.
Weiden gehörte zu dieser Zeit zur Gemeinde Kürten.
Der Ort ist auf der Topographischen Aufnahme der Rheinlande von 1824 und auf der Preußischen Uraufnahme von 1840 als Weiden verzeichnet. Ab der Preußischen Neuaufnahme von 1892 ist er auf Messtischblättern regelmäßig als Weiden verzeichnet.
1822 lebten 56 Menschen im als Hof kategorisierten und Weiden bezeichneten Ort. 1830 hatte der Ort 66 Einwohner und wurde mit Weyden bezeichnet. Der 1845 laut der Uebersicht des Regierungs-Bezirks Cöln als Weiler mit Kapelle kategorisierte Ort besaß zu dieser Zeit neun Wohnhäuser. Zu dieser Zeit lebten 60 Einwohner im Weiden genannten Ort, davon alle katholischen Bekenntnisses. Die Gemeinde- und Gutbezirksstatistik der Rheinprovinz führt Weiden 1871 mit zwölf Wohnhäusern und 63 Einwohnern auf. Im Gemeindelexikon für die Provinz Rheinland von 1888 werden elf Wohnhäuser mit 60 Einwohnern angegeben. 1895 hatte der Ort zehn Wohnhäuser und 52 Einwohner. 1905 besaß der Ort zehn Wohnhäuser und 46 Einwohner und gehörte konfessionell zum katholischen Kirchspiel Kürten.
1927 wurden die Bürgermeisterei Kürten in das Amt Kürten überführt. In der Weimarer Republik wurden 1929 die Ämter Kürten mit den Gemeinden Kürten und Bechen und Olpe mit den Gemeinden Olpe und Wipperfeld zum Amt Kürten zusammengelegt. Der Kreis Wipperfürth ging am 1. Oktober 1932 in den Rheinisch-Bergischen Kreis mit Sitz in Bergisch Gladbach auf.
1975 entstand aufgrund des Köln-Gesetzes die heutige Gemeinde Kürten, zu der neben den Ämtern Kürten, Bechen und Olpe ein Teilgebiet der Stadt Bensberg mit Dürscheid und den umliegenden Gebieten kam.

## Sehenswürdigkeiten
Sehenswert sind die Sankt-Anna-Kapelle und die ehemalige Dorfschmiede. Die Kapelle wurde 1507 geweiht.
Im 100 m entfernt von Weiden gelegenen Meißwinkel befindet sich ein Reiterhof, der auch Kutschfahrten in die Umgebung anbietet.

## Verkehr
Weiden lässt sich schnell über die Bundesstraße 506 erreichen (etwa 30 Minuten von Bergisch Gladbach aus), sowie durch die Buslinie 427 der Kraftverkehr Wupper-Sieg, die drei Haltestellen im Ort anfährt.